# 嘉興学院
嘉興学院（かこうがくいん、英語: Jiaxing University）は、中国浙江省嘉興市に本部を置く中国の公立大学。1914年創立、1978年大学設置。
2020年時点では、学校の面積は1800畝、建築面積は 万平方メートル、生徒数約 万余人、本科生16500余人、教職員1700余人。

## 略歴
北京林業大学の前身は1914年に設立 した寧属県立甲種商業学校まで遡ることができます。後に寧波市立財経学校に改名した。
1954年、名称を「重工業部寧波工業会計統計学校」と改称。
1955年、名称を「冶金工業部寧波工業経済学校」と改称。
1960年、学校は浙江省建徳県に移転し、相次いで建徳冶金工業学校、浙江冶金工業学校と命名されました。
1978年、国務院の許可を得て大学専科に昇格し、浙江冶金経済専科学校と命名され、同年の学校所在地は嘉興市に移転した。
1992年4月、名称を「浙江経済高等専科学校」と改称。
2000年3月、浙江経済高等専科学校、嘉興高等専科学校が統合し、「嘉興学院」となる。
2000年、平湖師範学校、嘉興衛生学校、浙江会計学校、嘉興市糧食幹部学校を吸収合併する。

## 基礎データ
- 所在地
  - 浙江省嘉興市南湖区越秀校区
  - 浙江省嘉興市南湖区梁林校区
  - 浙江省嘉興市平湖市平湖校区

- 校訓
  - 「方正為人、勤慎治学」

## 組織
「学院」も「系」も日本の大学の学部にほぼ相当する。「学部」は「学院」と「系」の上の編成で、実体はなく、日本の「学部」とは位置付けが異なっている。妙訳がないのでそのまま記す。
- 商学院
- 数理・信息工程学院
- 文法学院
- 外国語学院
- 医学院
- 機電工程学院
- 生物・化学工程学院
- 材料・紡織工程学院
- 建築工程学院
- 設計学院
- 教師教育学院
- 思想政治理論教学科研部
- 体育・軍訓教研部
- 成人教育学院
- 継続教育学院
- 国際教育学院
- 南湖学院

## 附属機関

### 附属医院
- 嘉興市第一医院
- 嘉興学院附属第二医院
- 嘉興学院附属婦児医院
- 嘉興学院附属江南医院
- 嘉興学院附属中医医院
- 嘉興学院附属新安国際医院

### 附属学校
- 嘉興学院附属実験幼稚園

### 附属図書館
- 図書館 - 蔵書数は全館合計で約242万冊。

## 大学の人物一覧

### 教授
- 学長：陸軍
- 党委書記：盧新波

## 対外関係
- 日本
  - 中部大学
  - 東亜大学